# Amazing Kiss
《Amazing Kiss》는 대한민국의 여자 가수 보아가 일본에서 발매한 2번째 싱글이다.

## 설명
- 데뷔 싱글로부터 2개월만으로 신인 가수로서는 비교적 짧은 기간을 갖고 발매하였다.
- 초회반에는 픽처 케이스 (Picture Case)라고 하여, 앞면 케이스에 자켓이 인쇄되어 발매되었다.
- 커플링 곡인 <Someday, Somewhere>는 보아 한국 정규 1집 ID; Peace B의 마지막 트랙 <먼 훗날 우리>의 일본어 버전이다.

## 수록곡
1. Amazing Kiss 
  - 작사：BOUNCEBACK／작곡：BOUNCEBACK
2. Someday, somewhere 
  - 작사：고쿠라 켄지／작곡：Lee, hyun jung
3. Amazing Kiss -English Version- 
  - 영어 작사：Zusi Kim／작곡：BOUNCEBACK
4. Amazing Kiss -Instrumental-
5. Someday, somewhere -Instrumental-

## 한국어 버전
- 〈Amazing Kiss〉는 보아의 소속사 SM 엔터테인먼트의 2002년 여름 시즌 앨범 《Summver Vacation in SMTOWN.COM》의 수록되어 있다.
- 〈Someday, somewhere〉은 보아의 한국 1집 12번 트랙 〈먼 훗날 우리〉를 일본어로 번안하여 수록하였다.

## PV
- 일본 야마나시현 북두시 코부치사와쵸 레조나레(RISONARE)에서 촬영되었는데, 이탈리아의 세계적 건축가 마리오 베리니의 디자인을 모티브한 리조트 시설이다.
- 보아의 첫 DVD 클립 모음집인 《8 Films & more》에는 영어 버전의 PV도 수록되어 있다.